# Лакис, Дэвид
Дэвид Джеймс Лакис (англ. David James Luckes; род. 24 апреля 1968, Ньюпорт) — английский и британский хоккеист на траве, вратарь. Участник летних Олимпийских игр 1992, 1996 и 2000 годов.

## Биография
Дэвид Лакис родился 24 апреля 1968 года в британском городе Ньюпорт.
Играл в хоккей на траве за «Сёрбитон» из Лонг-Диттона и «Ист-Гринстед».
В 1992 году вошёл в состав сборной Великобритании по хоккею на траве на летних Олимпийских играх в Барселоне, занявшей 6-е место. В матчах не участвовал.
В 1996 году вошёл в состав сборной Великобритании по хоккею на траве на летних Олимпийских играх в Атланте, занявшей 7-е место. Играл на позиции вратаря, провёл 2 матча.
В 1998 году в составе сборной Англии завоевал бронзовую медаль хоккейного турнира Игр Содружества в Куала-Лумпуре.
В 2000 году вошёл в состав сборной Великобритании по хоккею на траве на летних Олимпийских играх в Сиднее, занявшей 6-е место. Играл на позиции вратаря, провёл 1 матч.
В 1989—2000 годах провёл за сборные Англии и Великобритании 125 матчей.
Впоследствии стал спортивным функционером. Был автором технико-экономического обоснования для заявки Лондона на проведение летних Олимпийских игр 2012 года и занимался их организацией. Был спортивным директором Международной федерации хоккея на траве, заместителем директора по летним видам спорта Международного олимпийского комитета.
Член ордена Британской империи.